# 熊倉千之
熊倉 千之（くまくら ちゆき、1936年 - ）は、日本の日本文学・日本語学者。
岩手県生まれ。サンフランシスコ州立大学卒業。1980年「『源氏物語』の語りの時間」でカリフォルニア大学バークレー校にてPh.D.取得。ミシガン大学、サンフランシスコ州立大学などで日本語・日本文学を教える。1988年に帰国後、東京家政学院大学教授、1999年金城学院大学教授。2007年退職。

## 著書
- 『日本人の表現力と個性─新しい「私」の発見』中公新書、1990
- 『漱石のたくらみ─秘められた『明暗』の謎をとく』筑摩書房、2006）
- 『漱石の変身─「門」から「道草」への羽ばたき』筑摩書房、2009
- 『日本語の深層 〈話者のイマ・ココ〉を生きることば』筑摩選書 2011
- 『『源氏物語』深層の発掘 秘められた詩歌の論理』笠間書院 2015
- 『『紫式部集』のちから相撲  メイキング・オブ・『源氏物語』』モチいふ叢書01  2016
- 『漱石のどんでん返し   『坑夫』から『明暗』への友愛世界〈220=284〉』モチいふ叢書02  2016

## 論文
- >熊倉千之